# شهرستان لارنس (میسیسیپی)
شهرستان لارنس، میسیسیپی (به انگلیسی: Lawrence County, Mississippi) یک سکونتگاه مسکونی در ایالات متحده آمریکا است که در ایالت میسیسیپی واقع شده‌است.